# Женская война (1929—1930)
«Женская война» (англ. Women's War, игбо Ogu Umunwanyi) — название, данное современниками, народных волнений в 1929—1930 гг. на юго-востоке британской колонии и протектората Нигерия, в городе Аба. Получило известность также как «бунт в Аба» (Aba Women’s Riots). Было самым крупным из выступлений крестьян в конце 20-х — начале 30-х годов XX века в юго-восточных провинциях Нигерии, которые начались как протест против налогов и низких закупочных цен на пальмовое масло. Поводом для волнений явился принятый английской администрацией акт о налогообложении женского населения. Волнениями были охвачены Оверри, Калабар, Варри и Огоджа. Длились с 18 ноября 1929 года до середины января 1930 года.
Во время Первой мировой войны Нигерия снабжала Великобританию минеральным и сельскохозяйственным сырьём. Африканцы были принудительно мобилизованы на сельскохозяйственные работы и строительство военных коммуникаций. В 1914 году против англичан восстали жители города Абеокута. В восстании участвовало 10 тысяч человек народа эгба, относящегося к группе йоруба. В 1914 году восстали ибо в Асабе. Их поддержали жители Брасса. В 1915 году против англичан восстали жители города Опобо. Повстанцы выдвигали не только экономические, но и политические требования. В 1916—1918 гг. против англичан восстали жители городов Исейин и Оке-Ихо. В восстании участвовало около 10 тысяч человек. В июне 1918 года снова восстали эгба в Абеокуте в связи с введением новых прямых налогов. Восстание в Абеокуте было подавлено силой оружия, последовали репрессии.
К концу 1920-х годов из-за высоких налогов и трудовой повинности, которыми колониальная администрация задавила африканцев, сложилась напряжённая ситуация. В конце 20-х — начале 30-х годов XX века по Нигерии, особенно в юго-восточных провинциях, прошла волна народных выступлений, которые начались как протест против налогов и низких закупочных цен на пальмовое масло.
Принятый английской администрацией акт о налогообложении женского населения усугубил бедственное положение африканцев. 18 ноября 1929 года начались волнения. Жители стали нападать на созданные англичанами «туземные» суды и назначенных вождей. Участницы выступлений, мотивируя свои действия, заявляли, что желали «разрушить туземные суды и изгнать европейцев», «вернуть землю тем, кто ею владел до прихода англичан». Волнения вышли за рамки обычных демонстраций и в нескольких случаях переросли в своеобразные бунты («женскую войну», как говорили современники). В волнения оказалось вовлечено большое число мужчин, преимущественно местных торговцев, страдавших от конкуренции английских компаний. Мужчины, участвовали в волнениях в Бонни и Азумини, где разрушили множество европейских складов.
Волнения, продолжавшиеся до середины января 1930 года, были подавлены. «Женская война» привела к отмене системы назначенных вождей, не связанной с традиционными институтами и упорно насаждавшейся в течение 30 лет английской администрацией.
«Женскую войну» 1929 года многократно упоминали нигерийские политики после Второй мировой войны, когда были выдвинуты требования конституционных реформ и независимости. «Женская война» стала примером гражданского подвига, вдохновившего будущие поколения нигерийцев за независимость.
Ингеборг Грау (Ingeborg Grau) из Австрии на конференции «Афроцентризм и европоцентризм накануне XXI века: африканистика в мировом контексте», проходившей в сентябре 1999 года в Москве, в докладе «Афроцентризм и европоцентризм в историографии „женской войны“ (1929) в юго-восточной Нигерии в колониальные годы» показала, что в историографии событий, получивших название «женская война», можно выделить как афроцентристский, так и евроцентристский подход.
19 апреля 2019 года на экраны Нигерии вышел художественный фильм «1929», посвящённый событиям «Женской войны», с участием нигерийских актрис Солы Собовале и Ирети Дойл, а также Сэма Деде. Режиссёр Мосес Эскор (Moses Eskor).